# Попов, Валерий Иванович (звукооператор)
Вале́рий Ива́нович Попо́в (1910 — ?) — советский звукооператор, звукорежиссер. Заслуженный работник культуры РСФСР (1969). Лауреат Сталинской премии третьей степени (1950).

## Биография
В. И. Попов родился в Орле 29 августа (11 сентября) 1910 год. В 1935 году окончил Ленинградский институт киноинженеров (ЛИКИ). В 1933—1935 годах работал инженером-лаборантом ЛИКИ. В 1935—1948 годах — звукооператор и технический руководитель звукоцеха на киностудиях «Белгоскино», «Мосфильм» и ЦОКС. С 1943 года — звукооператор киностудии «Мосфильм». Автор ряда изобретений и усовершенствований в кинематографии.

## Фильмография
- 1938 — Александр Невский (шумовое оформление)
- 1940 — Светлый путь (с Н. Тимарцевым)
- 1942 — Котовский
- 1945 — Без вины виноватые
- 1947 — Сказание о земле Сибирской
- 1948 — Сталинградская битва
- 1950 — Секретная миссия
- 1954 — Верные друзья
- 1958 — Хождение за три моря (с Б. Бхаруча)
- 1959 — Неотправленное письмо
- 1960 — Воскресение
- 1962 — Гусарская баллада
- 1966 — Берегись автомобиля
- 1971 — Старики-разбойники

## Награды и премии
- Два ордена «Знак Почёта» (14.04.1944; 06.03.1950)
- Сталинская премия за выдающиеся изобретения и коренные усовершенствования методов производственной работы третьей степени (1950) — за участие в разработке и внедрении нового метода звукозаписи.
- Заслуженный работник культуры РСФСР (1969)